# Liste der Monuments historiques in Montry
Die Liste der Monuments historiques in Montry führt die Monuments historiques in der französischen Gemeinde Montry auf.

## Liste der Objekte
| Bezeichnung                                  | Beschreibung                                                               | Standort | Kennzeichnung | Schutzstatus | Datum | Bild |
| -------------------------------------------- | -------------------------------------------------------------------------- | -------- | ------------- | ------------ | ----- | ---- |
| Epitaph für Claude II de Reilhac († 1595)    | Stein, Ende des 16. Jahrhunderts; in der Kirche Notre-Dame-de-l’Assomption | (Lage)   | PM77001203    | Classé       | 19910 |      |
| Grabplatte für Claude II de Reilhac († 1595) | Stein, Ende des 16. Jahrhunderts; in der Kirche Notre-Dame-de-l’Assomption | (Lage)   | PM77001204    | Classé       | 1910  |      |